# Blepharida xochipala
Blepharida xochipala es un coleóptero de la familia Chrysomelidae. Fue descrita en 1998 por Furth.